# Cabo Verde Airlines
Cabo Verde Airlines — авиакомпания Кабо-Верде, осуществляющая воздушную транспортировку пассажиров, грузов и почты на внутренних и внешних рейсах.
История гражданской авиации на островах берёт своё начало с 1955 г., когда трое местных жителей — директор, пилот и молодой специалист — решили создать воздушный клуб Кабо-Верде. Их целью было обучение новых пилотов и поиск самолёта, лучше всего удовлетворяющего условиям архипелага.
Возрастающая потребность в сообщении между островами привела к росту компании. После первого маленького Tiger Moth купили двухмоторный 9-местный «Голубь» (D.H.104 Dove), а затем два 5-местных самолёта-амфибии Grumman G-44 Widgeon.
В 1958 г. Воздушный Клуб был преобразован в Компанию Transportes Aéreos de Cabo Verde (TACV). В начале она занималась только воздушными перевозками пассажиров, грузов и почты в пределах архипелага. С годами TACV расширил его воздушное сообщение и начал международные перевозки живущих на различных континентах эмигрантов и туристов.
Сейчас компания TAКВ осуществляет рейсы в Европу, Африку, Южную и Северную Америку.

## Исторические даты
1955 — Учреждение Воздушного Клуба Кабо-Верде.
1955 — Первый полёт Прая — Сал — Сан Висенте — Прая на двухмоторном 10-местном D.H.89 Dragon Rapide.
1956 — Приобретение 9-местного двухмоторного D.H.104 Dove.
1958 — Покупка двух амфибий «Grumman G-44 Widgeon».
1958 — 27 декабря: Воздушный Клуб Кабо-Верде уступает место Компании Transportes Aéreos de Cabo Verde (TACV).
1959 — За год перевезено 460 человек.
1962 — За год перевезен уже 2 261 пассажир: рост в 5 раз за 3 года.
1964 — Все острова за исключением Брава и Санту Антау обеспечены воздушным сообщением.
1968 — На внутренних маршрутах между островами летают три D.H.104 Dove.
1973 — Обновление парка: на смену D.H.104 приходят два самолёта Hawker Siddeley HS-748 и три Britten-Norman BN-2 Islander.
1978 — Начало региональных международных рейсов в Дакар, Сенегал
1980 — Два самолёта DHC-6 Twin Otter заменили «Айлендеры» (BN-2 Islander)
1985 — Начало межконтинентальных рейсов Сал — Лиссабон
1987 — Первая Трансатлантическая авиалиния Сал — Бостон.
1988 — Рейсы Сал — Амстердам и Сал — Париж.
1990 — Два самолёта CASA 212 и один Embraer 120 становятся частью национального флота.
1994 — Три самолёта ATR 42-300 куплены в Тулузе, Франция.
1996 — TACV покупают свой первый Boeing 757-200.
1999 — Начались рейсы по маршруту Сал — Лас-Пальмас — Мадрид.
2001 — Начало полётов, связывающих Форталеза (Бразилия) и Зеленый мыс.
2002 — Куплен Boeing 737-300.
2002 — Начало регулярных полётов между островом Сал, Дакаром, Абиджаном, Фритауном и Гвинеей-Конакри
2004 — Куплен второй Boeing 757-200ER
2005 — Начало авиарейсов, связывающих США и Зеленый мыс на самолёте и с экипажем TACV.
2006 — Начало полётов, связывающих Форталеза и Зеленый мыс на самолёте и с экипажем TACV.
2006 — Выход на IPO, публичное размещение акций компании при помощи Sterling Merchant Finance, Ltd.